# 葛萊美獎最佳搖滾專輯
葛萊美獎最佳搖滾專輯（英語：Grammy Award for Best Rock Album）是葛萊美獎頒予傑出搖滾類型音樂專輯的歌手的獎項。葛萊美獎設立於1958年，原稱「留聲機獎」，一年一度由國家錄音藝術科學學院在美國舉行典禮，表揚「唱片產業中的藝術成就、技術專精及整體傑出性」，無論專輯銷售量或排行榜名次。
最佳搖滾專輯於自1995年首度頒獎，由滾石樂團奪得榮譽，獎項名稱便沿用至今。根據第52屆葛萊美獎的獎項分類說明，最佳搖滾專輯獎將授予「專輯長度至少51%為新錄製樂曲的演唱或演奏類、硬搖滾或重金屬音樂專輯」。1996年起，搖滾音樂類增設製作人、技師及混音師等獎項，以表揚歌手以外相關音樂工作者的成就。
喷火战机乐队是最佳搖滾專輯得獎次數的紀錄保持人，曾5度獲獎。雪瑞兒·可洛、年輕歲月、U2、困獸樂團和缪斯乐队分別以4座獎項居次。提名方面，尼爾·楊和喷火战机乐队以7項提名佔據首位。迄今為止，只有雪瑞兒·可洛和艾拉妮絲·莫莉塞特兩位女性奪得該獎。

## 獲獎者
| 年份 | 演出者            | 專輯作品                   | 其他提名 | 參考資料 |
| ---- | ----------------- | -------------------------- | --- | -------- |
| 1995 | 滾石樂團          | 《Voodoo Lounge》          | - 珍珠果醬樂團 – 《Vs.》 - R.E.M. – 《怪物》 - 聲音花園 – 《Superunknown》 - 尼爾·楊與狂馬合唱團 – 《Sleeps with Angels》                                                    | [ 4 ]    |
| 1996 | 艾拉妮絲·莫莉塞特 | 《小碎藥丸》               | - 克里斯·伊薩克 –《Forever Blue》 - 珍珠果醬樂團 – 《生命動力學》 - 湯姆·佩蒂 – 《野花》 - 尼爾·楊 – 《鏡球》                                                                | [ 5 ]    |
| 1997 | 雪瑞兒·可洛       | 《雪瑞兒·可洛》            | - 大衛·馬修樂團 – 《轟然作響》 - 不要懷疑 – 《悲慘王國》 - 邦妮·雷特 – 《Road Tested》 - 尼爾·楊與狂馬合唱團 – 《Broken Arrow》                                              | [ 6 ]    |
| 1998 | 約翰·弗格蒂       | 《Blue Moon Swamp》        | - 史密斯飛船 – 《九命怪貓》 - 幽浮一族樂團 – 《幽浮型色》 - 滾石樂團 – 《巴比倫大橋》 - U2樂團 – 《流行超市》                                                                | [ 7 ]    |
| 1999 | 雪瑞兒·可洛       | 《環球樂章》               | - 大衛·馬修樂團– 《Before These Crowded Streets》 - 約翰·弗格蒂 – 《Premonition》 - 垃圾合唱團 – 《垃圾再升級》 - 空洞樂團 – 《剝名人的皮》                                  | [ 8 ]    |
| 2000 | 山塔那合唱團      | 《超自然力量》             | - 梅莉莎·埃瑟里奇 – 《回歸真我》 - 林普巴茲提特 – 《傲然出眾》 - 嗆辣紅椒 – 《加州淘金夢》 - 湯姆·佩蒂與傷心人樂團 – 《回聲》                                                | [ 9 ]    |
| 2001 | 幽浮一族樂團      | 《一無所有》               | - 邦喬飛 – 《迷戀》 - 火柴盒二十 – 《瘋狂季節》 - 不要懷疑 – 《土星大反擊》 - 討伐體制樂團 – 《洛杉磯之戰》                                                                  | [ 10 ]   |
| 2002 | U2樂團            | 《無法遺忘》               | - 萊恩·亞當斯 – 《Gold》 - 史密斯飛船 – 《就是狂放》 - PJ哈維 – 《Stories from the City, Stories from the Sea》 - 聯合公園 – 《混合理論》                                    | [ 11 ]   |
| 2003 | 布魯斯·史普林斯汀 | 《躍昇》                   | - 艾維斯·卡斯提洛 – 《冷血無情》 - 雪瑞兒·可洛 – 《呼朋引伴》 - 羅伯特·普蘭特 – 《夢幻天地》 - 補藥樂團 – 《Head on Straight》                                               | [ 12 ]   |
| 2004 | 幽浮一族樂團      | 《沒完沒了》               | - 音魔合唱團 – 《音魔》 - 伊凡塞斯 – 《落入凡間》 - 火柴盒二十 – 《超乎想像》 - 五分錢合唱團 – 《漫漫長路》                                                                  | [ 13 ]   |
| 2005 | 年輕歲月          | 《美國大白痴》             | - 艾維斯·卡斯提洛與冒名者 – 《傳訊者》 - 好把戲 – 《理由》 - 殺手樂團 – 《聲名大噪》 - 絲絨左輪 – 《違禁品》                                                                 | [ 14 ]   |
| 2006 | U2樂團            | 《如何拆除原子彈》         | - 酷玩樂團 – 《XY密码》 - 幽浮一族樂團 – 《重返榮耀》 - 滾石樂團 – 《石破天驚》 - 尼爾·楊 – 《草原之風》                                                                     | [ 15 ]   |
| 2007 | 嗆辣紅椒          | 《星戰競技場》             | - 約翰·梅爾三重奏 – 《Try!》 - 湯姆·佩蒂 – 《伴遊》 - 虎爛樂團 – 《少年傷兵》 - 尼爾·楊 – 《戰火浮生錄》                                                                     | [ 16 ]   |
| 2008 | 幽浮一族樂團      | 《回聲、寂靜、耐心與慈悲》 | - 道特雷樂團 – 《道特雷》 - 約翰·弗格蒂 – 《Revival》 - 布魯斯·史普林斯汀 – 《不思議》 - 威爾可合唱團 – 《天天天藍》                                                         | [ 17 ]   |
| 2009 | 酷玩樂團          | 《玩酷人生》               | - 摇滚小子 – 《搖滾救世主》 - 里昂王族 – 《歡樂今宵》 - 金屬製品 – 《致命吸引力》 - 虎爛樂團 – 《寂寞心靈診所》                                                              | [ 18 ]   |
| 2010 | 年輕歲月          | 《世紀大崩解》             | - AC/DC – 《黑冰風暴》 - 艾瑞克·克萊普頓和史蒂夫·溫伍德 – 《麥迪森廣場花園現場演唱實錄》 - 大衛·馬修樂團 – 《大杯威士忌與古拉克斯王》 - U2樂團 – 《消失的地平線》            | [ 19 ]   |
| 2011 | 謬思合唱團        | 《反動之音》               | - 傑夫·貝克 – 《情感騷動》 - 珍珠果醬樂團 – 《退行者》 - 湯姆·佩蒂與傷心人樂團 – 《致命吸引力》 - 尼爾·楊 – 《大聲喧鬧》                                                     | [ 20 ]   |
| 2012 | 幽浮一族樂團      | 《搖滾光年》               | - 傑夫·貝克 – 《搖滾派對 (獻給萊斯·保羅)》 - 里昂王族 – 《日不落》 - 嗆辣紅椒 – 《與你同在》 - 威爾可合唱團 – 《The Whole Love》                                             | [ 21 ]   |
| 2013 | 黑鍵樂團          | 《未來前程》               | - 酷玩樂團 – 《彩繪人生》 - 謬思合唱團 – 《第二法則》 - 布魯斯·史普林斯汀 – 《分崩離析》 - 傑克·懷特 – 《搖滾怪傑》                                                          | [ 22 ]   |
| 2014 | 齊柏林飛船        | 《慶祝日》                 | - 黑色安息日 – 《13》 - 大卫·鲍伊 – 《明日》 - 里昂王族 – 《機械公牛》 - 石器時代女王 – 《死神的精準度》 - 尼爾·楊與瘋馬樂團 – 《迷幻藥》                                    | [ 23 ]   |
| 2015 | 貝克              | 《晨間時刻》               | - 萊恩·亞當斯 – 《萊恩·亞當斯》 - 黑鍵樂團 – 《變藍》 - 湯姆·佩蒂與傷心人樂團 – 《催眠之眼》 - U2樂團 – 《天真之歌》                                                         | [ 24 ]   |
| 2016 | 謬思合唱團        | 《無人機隊》               | - 詹姆斯·貝 – 《喧囂與寂靜》 - 俏妞的死亡计程车 – 《煥然一新》 - 高度嫌疑 – 《Mister Asylum》 - 滑結樂團 – 《灰五樂章》                                                      | [ 24 ]   |
| 2017 | 困獸樂團          | 《善意謊言》               | - 眨眼182 – 《California》 - 哥吉拉 – 《Magma》 - 狂亂迪斯可 – 《Death of a Bachelor》 - 威瑟樂團 – 《威瑟》                                                                 | [ 25 ]   |
| 2018 | 迷幻戰役          | 《A Deeper Understanding》 | - 大隻佬樂團 – 《砂城霸主》 - 金屬製品 – 《鐵血硬漢》 - Nothing More – 《The Stories We Tell Ourselves》 - 石器時代女王 – 《人間條件》                                       | [ 26 ]   |
| 2019 | 葛雷塔·范·弗利特  | 《From the Fires》         | - 愛麗絲囚徒 - 《煙雨濛濛》 - 打倒男孩 - 《狂熱音浪》 - 古幽靈樂團 - 《Prequelle》 - 威瑟樂團 - 《太平洋的白日夢》                                                           | [ 27 ]   |
| 2020 | 困獸樂團          | 《Social Cues》            | - 飛越地平線樂團 – 《Amo》 - 小紅莓樂隊 – 《最終章》 - I Prevail –《Trauma》 - 敌对之子 –《Feral Roots》                                                                     | [ 28 ]   |
| 2021 | 鼓擊樂團          | 《The New Abnormal》       | - 温泉特区 –《A Hero's Death》 - 迈克尔·基瓦努卡 –《Kiwanuka》 - 格蕾丝·波特 –《Daylight》 - 斯特吉尔·辛普森 –《Sound & Fury》                                               | [ 29 ]   |
| 2022 | 喷火战机乐队      | 《Medicine at Midnight》   | - AC/DC -《Power Up》 - 黑色美洲狮 - 《Capitol Cuts - Live From Studio A》 - 克里斯·康奈爾 - 《No One Sings Like You Anymore, Vol. 1》 - 保罗·麦卡特尼 - 《McCartney III》   | [ 30 ]   |
| 2023 | 奥齐·奥斯本       | 《九号病人》               | - 黑鍵樂團 – 《Dropout Boogie》 - 艾維斯·卡斯提洛 & The Imposters –《The Boy Named If》 - IDLES –《Crawler》 - 机关枪凯利 –《主流出賣》 - Spoon樂隊 –《Lucifer on the Sofa》 | [ 31 ]   |
| 2024 | 帕拉摩爾樂團      | 《追根究柢》               | - 幽浮一族樂團 –《現在就是永遠》 - 葛雷特范弗利特樂團 –《摘星者》 - 金屬製品 –《72個季節》 - 石器時代女王 –《In Times New Roman...》                                         | [ 32 ]   |
| 2025 | 滚石乐队          | 《哈克尼钻石》             | - 黑乌鸦 – 《幸福混蛋》 - Fontaines D.C. – 《Romance》 - 年輕歲月 – 《Saviors》 - IDLES – 《Tangk》 - 珍珠果酱乐队 – 《Dark Matter》 - 傑克·懷特 – 《No Name》               | [ 33 ]   |

## 外部連結
- 葛萊美獎官方網站 （页面存档备份，存于）